# Palazzo Ferstel

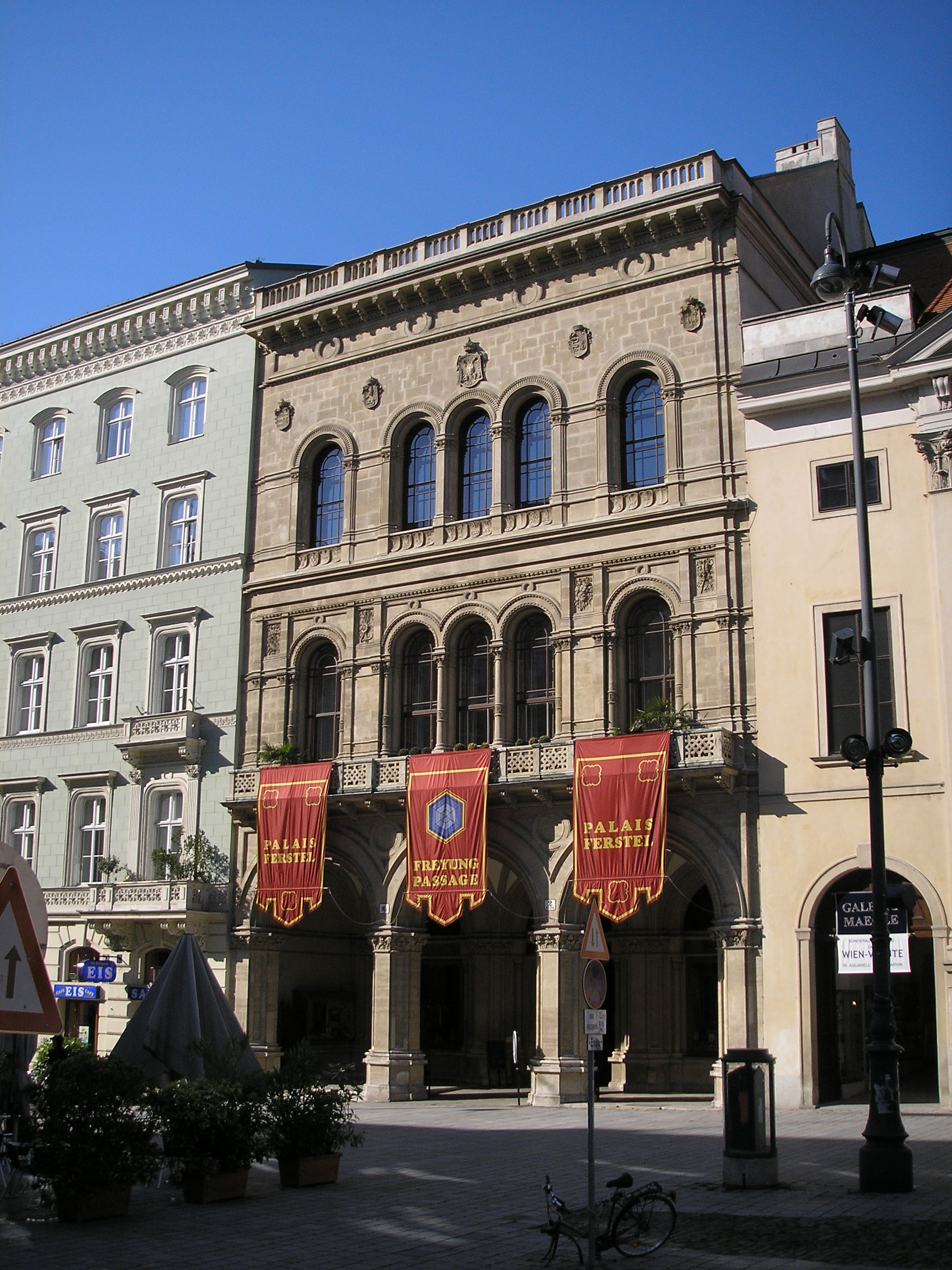
Palazzo Ferstel, Vienna

Il Palazzo Ferstel è un edificio situato in via Herrengasse, a Vienna. È stato originariamente costruito come edificio della Banca nazionale e della borsa valori nel 1860, su progetto del barone Heinrich von Ferstel. Il disegno dell'edificio ricorda l'architettura del primo Rinascimento fiorentino.

## Storia
Durante la seconda guerra mondiale, l'edificio fu gravemente danneggiato dai raid aerei, in particolare la sua facciata. Nel 1971, il presidente dell'Ufficio federale dei monumenti, Walter Frodl, curò la sua ricostruzione. Tra il 1975 e il 1982, l'edificio è diventato di proprietà privata ed è stato ristrutturato. Attualmente è di proprietà della fondazione Karl Wlaschek dal 2015.